# Сочхети
Сочхети (груз. სოჩხეთი) — село в Грузии, на территории Ткибульского муниципалитета края (мхаре) Имеретия.

## География
Село находится в западной части Грузии, на юго-западном склоне Накеральского хребта, на расстоянии 12 километров к северо-западу от города Ткибули, административного центра муниципалитета. Абсолютная высота — 572 метра над уровнем моря.

## Население
По результатам официальной переписи населения 2014 года, в Сочхети проживало 346 человек (171 мужчина и 175 женщин). В национальной структуре населения грузины составляли 99,7 %, русские — 0,3 %.
| Год  | Население, человек |
| ---- | ------------------ |
| 2002 | 689                |
| 2014 | ↘ 346              |